# Ургут

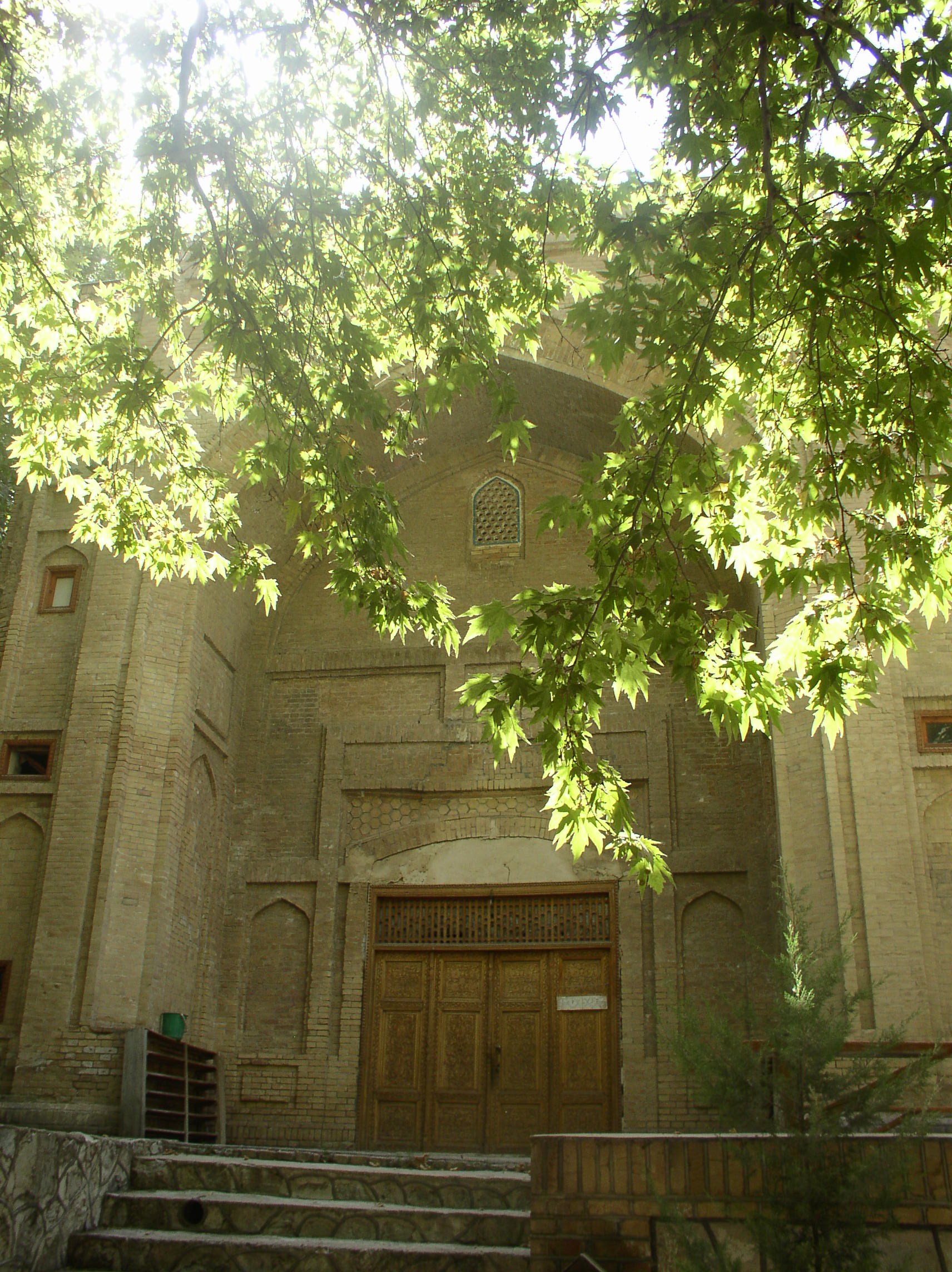
Чинара в Ургуті

Ургут́ (узб. Urgut) — місто (з 1973) в Самаркандській області Узбекистану, приблизно за 50 км на південний схід від Самарканда, райцентр Ургутського району. Межує з Кашкадар'їнським вілоятом. Зараз в Ургуті проживає понад 35 тисяч мешканців.
У місті є декілька ковроткацьких фабрик, тютюново-ферментаційний завод, шиферний завод.

## Історико-етнічні дані

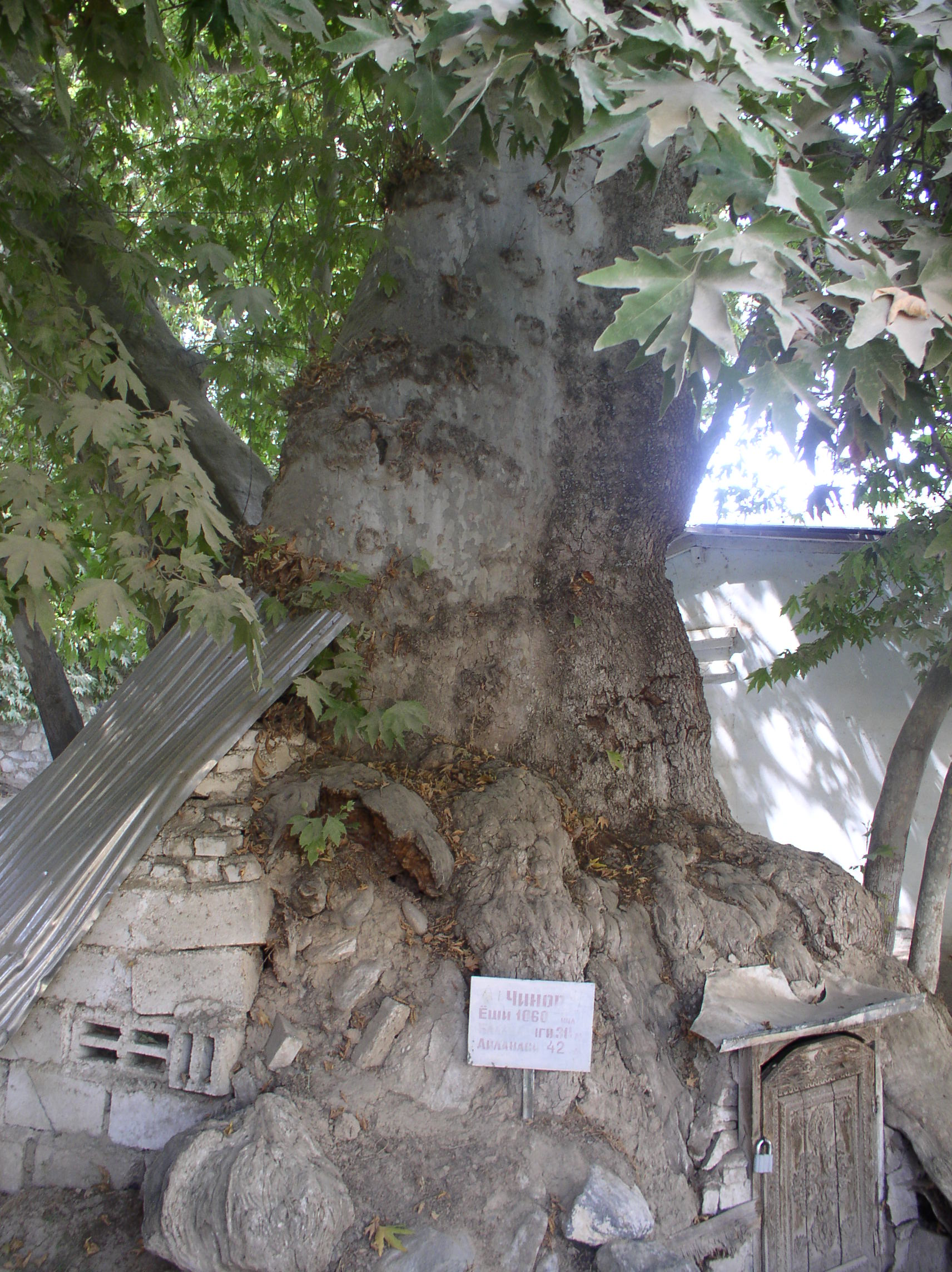
Чинара в Ургуті, вік якої становить більше 1000 років

Ургут одне з найстаріших населених пунктів Узбекистану. Відоме своїми платанами, а саме чинарами, вік яких становить понад 1000 років.
За деякими даними близько 500 тис. осіб, що мешкають Узбекистані, Таджикистані і Афганістані, відносять себе до етнічної громади Ургутлі́к (або Ургуті́ таджицькою), яка є підгрупою етнічних узбеків, що пов'язують своє походження з околицями Ургуту. Для цієї етнічної підгрупи характерне часте вживання таджицьких слів в побутовому спілкуванні.
Під час Бухарського емірату Ургут був центром напівнезалежного від Бухари Ургутського бекства. Місто мало добре укріплену цитадель і розташовувалося в лощині, через яку проходив шлях в сторону долини, в якій розташувалося місто Шахрисабз.